# Michael Grube
Michael Grube (* 12. Mai 1954 in Überlingen; † 16. November 2024 in München) war ein deutscher Violinist.

## Leben
Seine musikalische Ausbildung erhielt er bei seinem Vater Max-Ludwig Grube, sowie bei den Professoren Max Rostal (Bern) und Henryk Szeryng  (Mexiko). Michael Grube studierte ferner Musikwissenschaft und Komposition. Bereits 1968 erhielt er, 14-jährig, den „H. Meister-Preis für Musikstudierende der Gesellschaft für Musik- und Kunstfreunde e.V. Heidelberg“, kurz danach den „Robert-Mayer-Preis der Stadt Heilbronn“.
Er gab Konzerte in 110 Ländern und in den meisten internationalen Musikmetropolen. Ebenfalls erhielt er weltweit Auszeichnungen und Ehrenbürgerschaften. Er schuf Editionen für die Verlage Musikverlag Doblinger, Wien und Pro Musica International (USA) und war Juryvorsitzender beim 8. Internationalen Mozart Festival-Wettbewerb (USA). 2003 wurde Michael Grube in Großbritannien zum Internationalen „Musiker des Jahres“ in seinem Fach gewählt. 1999 war er Gastprofessor an der  Staatlichen Musikakademie Minsk und gab ein Gastspiel mit seinen Studenten am Mozarteum, Salzburg.
Michael Grube bildete ein festes Duo mit dem deutschen Gitarristen  Siegfried Behrend und konzertierte wiederholt mit dessen Meisterschüler, dem Gitarristen und Präsidenten des Deutschen Musikrates, Martin Maria Krüger. Grube spielte eine Nicola Amati zugeschriebene Violine.
Grube hatte seinen Hauptwohnsitz in Quito/Ecuador.

## Diskografie
- Michael Grube spielt – (Paganini, Hora, Mozart, Reger) – Garnet Stereo G17420 (M45 Vinyl,1971/1972)
- Michael Grube – live in Berlin – Blumlein Records null, Signatur T 2008 CD 04285[5][7]
- Classics of Australian music, Broad Music, Sydney
- J. S. Bach, Gesamtwerk für Violine (Ton Team, D)
- Michael Grube – Live in Concert, Sinfonieorchester Jekaterinburg, Produktion CD Digital, Colombia
- Gerhard Track – Afghanische Variationen, Austrian Music Producers, Wien
- Michael Grube und Terry Pazmino, Le Studio, Quito, Ecuador
- Juwelen der Violin-Literatur, CTI Ltd., Schweiz, Beleg: CTI LTD, Schweiz, Volksbank Ueberlingen (D)
- Michael Grube-Live in Vienna, 2009
- Giuseppe Zanaboni, Memorie (Michael Grube, Violine), Millennio (I)
- Musik von Wilhelm Keilmann (1908–1989), Michael Grube (Violine), Fritz Froschhammer (Klavier), Violinsonate g-moll op. 54 (1981)
- Michael Grube und Idil Ugur, Genaro Carrasco, Beleg: AAD (GEMA), 1999, u. durch Michael Grube